# Casa Museo Casares Quiroga
La Casa Museo de Casares Quiroga es una casa museo situada en la antigua residencia de Santiago Casares Quiroga, en la ciudad de  La Coruña. La casa museo tiene cuatro plantas con exposiciones y reproducciones de las estancias de la casa, incluido el jardín. 

## Historia
El edificio de la casa museo fue propiedad de José Cervigón. El nuevo propietario, Santiago Casares Paz encargó la reconstrucción a Faustino Domínguez Coumes-Gay en 1886. En 1929 se añadió una buhardilla diseñada por Eduardo Rodríguez-Losada Rebellón.
La casa de los Casares fue espoliada en los días posteriores al Golpe de Estado de 1936. De los diez mil libros de su biblioteca unos fueron quemados, otros robados, y otros llevados al Pazo de Justicia.